# Mastacembelidae
Mastacembelidae é uma família da ordem dos Synbranchiformes, composta por peixes externamente similares a enguias, mas mais curtos e aplanados lateramente. São importantes na gastronomia de alguns países do Sueste Asiático. O Catalogue of Life lista três géneros e 87 espécies validamente descritas incluídas nesta família.
Com base no Catalogue of Life foi elaborado o seguinte cladograma:

| Mastacembelidae | \| \| Macrognathus \| \| \| \| \| \| Mastacembelus \| \| \| \| \| \| Sinobdella \| \| \| \| |
|                 | \| \| Macrognathus \| \| \| \| \| \| Mastacembelus \| \| \| \| \| \| Sinobdella \| \| \| \| |
|                 | Chaudhuriidae                                                                               |
|                 |                                                                                             |
|                 | Synbranchidae                                                                               |
|                 |                                                                                             |
|                 | Macrognathus                                                                                |
|                 |                                                                                             |
|                 | Mastacembelus                                                                               |
|                 |                                                                                             |
|                 | Sinobdella                                                                                  |
|                 |                                                                                             |

|  | Macrognathus  |
|  |               |
|  | Mastacembelus |
|  |               |
|  | Sinobdella    |
|  |               |